# Neoitamus splendidus
Neoitamus splendidus là một loài ruồi trong họ Asilidae. Neoitamus splendidus được Oldenberg miêu tả năm 1912. Loài này phân bố ở vùng Cổ Bắc giới.

## Hình ảnh

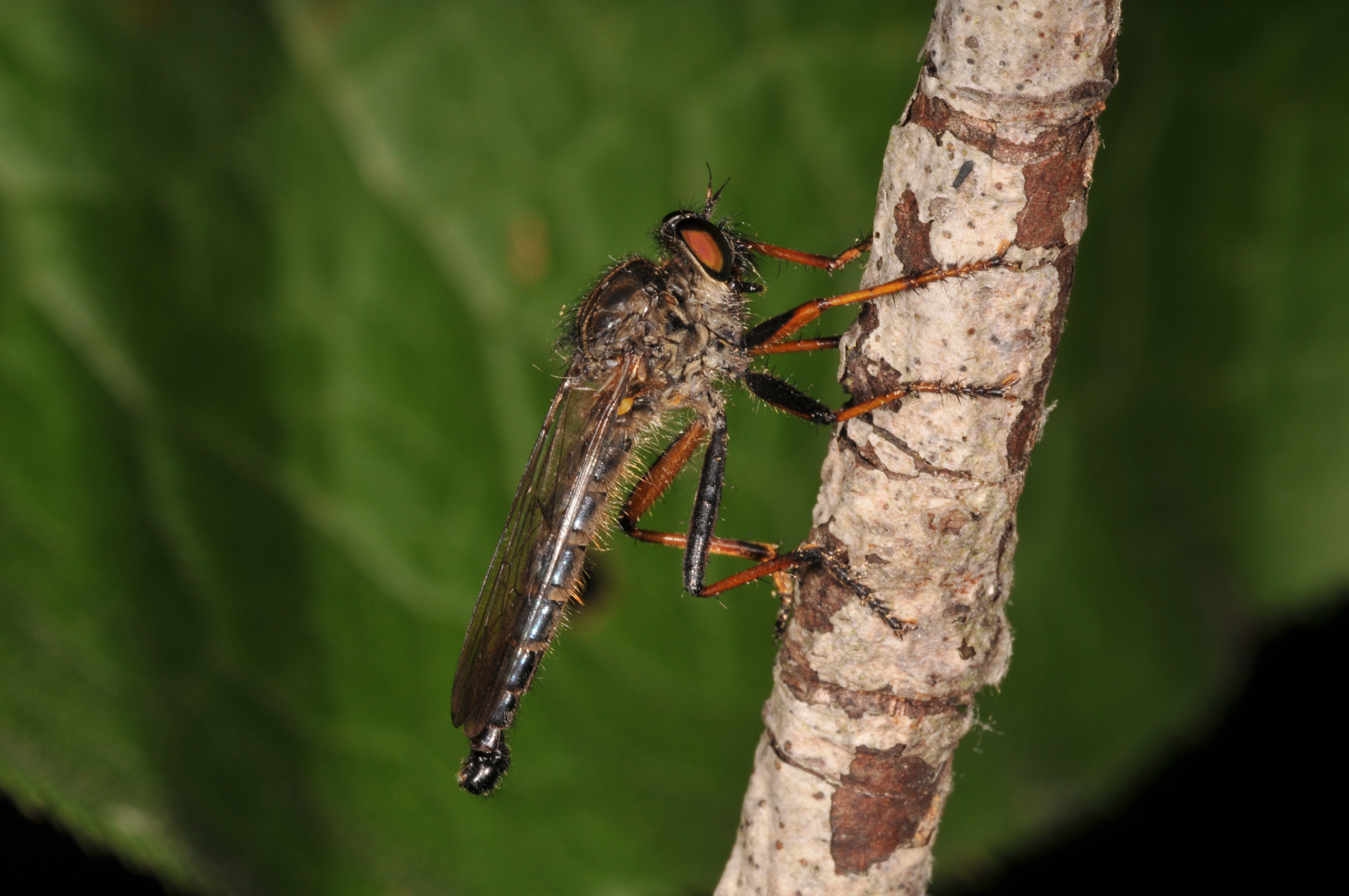